# Tetraloniella lanzarotensis
Tetraloniella lanzarotensis är en biart som först beskrevs av Borek Tkalcu 1993.  Tetraloniella lanzarotensis ingår i släktet Tetraloniella och familjen långtungebin. Inga underarter finns listade i Catalogue of Life.